# 渡辺勉 (写真評論家)
渡辺 勉（わたなべ つとむ、1908年5月9日 - 1978年1月17日）は、日本の写真評論家、写真家。

## 人物・来歴
岐阜県出身。中津商業を卒業。
写真評論、アマチュア写真家の啓蒙、雑誌編集などで、戦前から戦後にかけて活躍。著書多数。評論書のみならず技法書も執筆。
戦前には報道写真家としても作品を発表した。東方社にも参加した。
戦後の活動としては、「世界画報」（1946年創刊）の編集長となったり、木村伊兵衛賞の最初期の選考委員も務めた（具体的には、第2回、第3回および第4回、木村伊兵衛写真賞の受賞者リスト年表）。
晩年は写真誌『アサヒカメラ』で写真批評を行ったほか、社団法人日本写真協会の理事も務めた。
1978年1月17日、胃がんにより東京都新宿区の東京厚生年金病院にて死去。69歳。

## 著書
- 『組み写真の写し方纒め方』（アルス (出版社)、1941年）
- 『女の写し方』（アルス写真講座・第5巻、アルス、1954年）
- 『写真の見方・選び方』（近代写真社・カメラ百科叢書、1954年）
- 『写真の名作鑑賞』（日本カメラ社（ポンカメ・ブックス）、1956年）
- 『今日の写真明日の写真』（東京中日新聞出版局、1964年）
- 『写真・表現と技法』（ダヴィッド社、1966年）
- 『写真とは何か』（朝日ソノラマ（現代カメラ新書）、1975年）
- 『現代の写真と写真家　インタビュー評論35人』（朝日ソノラマ・1975年）

### 共著・監修
- 『新しい写真の考え方』（滝口修造、金丸重嶺と共著、毎日新聞社、1957年）
- 『朱欒: 平松太郎作品集』監修、1966年、P.I.A.）

## 主要な展覧会
写真家としての渡辺勉を正面から取り上げたような展覧会は、今まで開催されたことがない。

## 文献
- 『日本の写真家 近代写真史を彩った人と伝記・作品集目録』（東京都写真美術館監修・日外アソシエーツ・2005年）